# Tovomita albiflora
Tovomita albiflora är en tvåhjärtbladig växtart som beskrevs av Albert Charles Smith. Tovomita albiflora ingår i släktet Tovomita och familjen Clusiaceae. Inga underarter finns listade i Catalogue of Life.